# Vinicius Farah
Vinicius Medeiros Farah (Três Rios, 21 de junho de 1965) é um empresário e político brasileiro. Filiado ao União Brasil, Vinicius Farah foi prefeito de Três Rios entre 2009 e 2016 e vice-prefeito do município entre 2005 e 2008. Farah também exerceu a função de presidente do DETRAN/RJ entre 2017 e 2018. Foi ainda secretário estadual de Desenvolvimento Econômico do Rio de Janeiro, de junho de 2021 até abril de 2022, quando deixou o cargo para poder concorrer à reeleição como deputado federal, cargo do qual se encontrava licenciado na 56ª Legislatura da Câmara dos Deputados do Brasil.

## Biografia

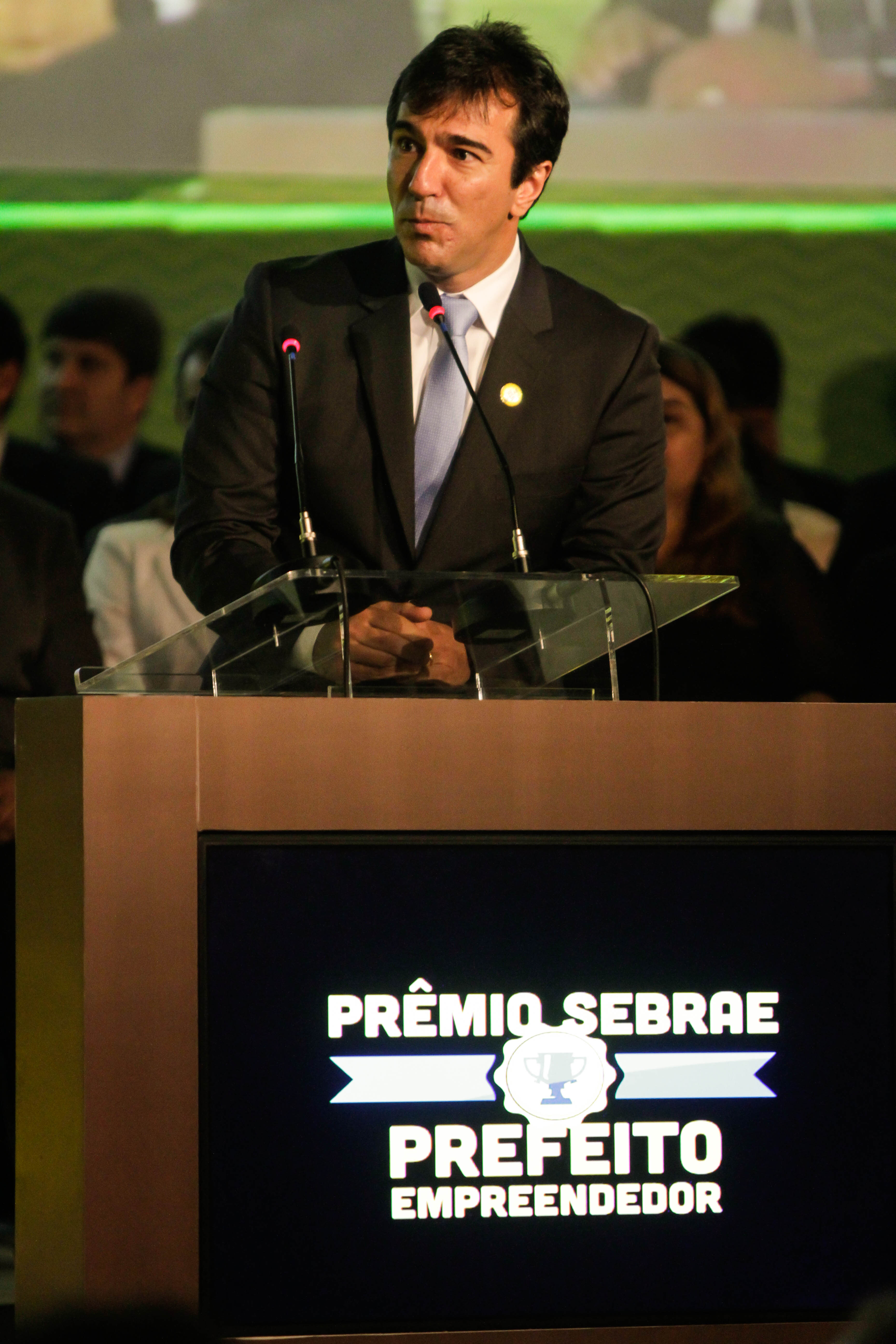
Vinicius Farah discursa em evento do SEBRAE.

Vinicius Farah é formado em marketing pelo Centro Universitário Carioca. Iniciou sua carreira na política aos 23 anos, quando foi o quarto vereador mais votado de Três Rios em 1988. Foi prefeito do município de Três Rios de 2009 a 2016, tendo sido anteriormente vice-prefeito entre 2005 e 2008. Por ocasião de sua gestão na prefeitura trirriense, Vinicius foi o vencedor das edições de 2012 e de 2014 do Prêmio Sebrae Prefeito Empreendedor, tanto no âmbito estadual quanto no federal, na categoria Melhor Projeto.
De fevereiro de 2017 a abril de 2018, foi presidente do Departamento de Trânsito do Estado do Rio de Janeiro (Detran-RJ). Nas eleições de 2018, Vinicius Farah foi candidato a deputado federal pelo estado do Rio de Janeiro, ocasião em que foi eleito para a 56ª legislatura (2019–2023) da Câmara dos Deputados do Brasil. No pleito, como candidato do Movimento Democrático Brasileiro (MDB), Farah obteve 57.707 votos.
Foi nomeado secretário de Desenvolvimento Econômico pelo governador Cláudio Castro. Seu suplente é o ex-ministro Leonardo Picciani, o qual assumiu mandato na Câmara dos deputados com a licença de Farah. Em abril de 2022, Farah voltou à câmara, se desincompatibilizando do cargo no poder executivo para poder concorrer à reeleição como deputado federal. 

## Controvérsias

### Apreensão de veículos do Detran-RJ
No dia 21 de agosto de 2018, uma equipe de fiscalização do Tribunal Regional Eleitoral do Rio de Janeiro (TRE-RJ) apreendeu 30 veículos, sendo 6 ônibus, 2 vans e 22 carros, que teriam sido alugados pelo Departamento de Trânsito do Estado do Rio de Janeiro (Detran-RJ) para o transporte de pessoas para o local onde a candidatura de Vinicius Farah ao cargo de deputado federal nas eleições de 2018 seria lançada, em Três Rios. Outros 6 carros do Detran-RJ foram apreendidos no dia seguinte junto com seus Boletins de Transporte Diário (BDTs), que comprovaram o deslocamento dos veículos até Três Rios no dia anterior. A ação de fiscalização foi realizada após o TRE-RJ receber denúncias e colher informações em diligências a respeito do uso da máquina administrativa do Detran-RJ em benefício da campanha eleitoral de Farah.
A assessoria de imprensa de Vinicius Farah afirmou que os carros apreendidos pelo TRE-RJ foram alugados pela coordenação da campanha eleitoral do político e que os ônibus e vans apreendidos não tinham qualquer vínculo com a campanha. Já a assessoria de imprensa do Detran-RJ negou a informação de que teria alugado veículos para o lançamento da candidatura de Farah.

### Operação Furna da Onça
No dia 8 de novembro de 2018, Vinicius Farah foi preso por policiais federais que cumpriam mandado de prisão temporária expedido pelo Tribunal Regional Federal da 2ª Região (TRF-2) no âmbito da Operação Furna da Onça. O político entregou-se à Polícia Federal em Brasília no mesmo dia da deflagração da operação. Farah havia presidido de 2017 a 2018 o Departamento de Trânsito do Estado do Rio de Janeiro (Detran-RJ), um dos órgãos estaduais onde, de acordo com as investigações da força-tarefa da Operação Lava Jato, parlamentares da Assembleia Legislativa do Estado do Rio de Janeiro (Alerj) alocavam mão de obra comissionada ou terceirizada por votarem favoravelmente aos interesses do Grupo Facility/Prol, vencedora dos contratos para fornecimento de mão de obra nos postos do Detran-RJ, na Alerj. Outro alvo da operação foi Leonardo Silva Jacob, sucessor de Vinicius Farah na presidência do Detran-RJ.
Por meio de sua assessoria de imprensa, Vinicius Farah declarou que confia na Justiça e que a situação seria devidamente elucidada. O mandado de prisão temporária de Farah não foi renovado e nem convertido para prisão preventiva, sendo o político solto poucos dias após ser preso.

### Operação Barão de Entre-Rios
Em 30 de janeiro de 2019, a Polícia Civil do Estado do Rio de Janeiro (PCERJ) deflagrou uma operação, denominada Operação Barão de Entre-Rios, que visa investigar o suposto enriquecimento ilícito de Vinicius Farah. Os agentes cumpriram 18 mandados de busca e apreensão e 10 de bloqueio de contas bancárias nos municípios do Rio de Janeiro e de Três Rios. Investigações feitas anteriormente indicaram que o patrimônio do político é incompatível com o declarado em eleições passadas.